# Svatokřižská brigáda
Svatokřižská brigáda byla polská antifašistická a antikomunistická odbojová skupina, součást Národních ozbrojených sil. Působila v závěru druhé světové války i po ní. Patřila k nacionalistické části odboje, nepřipojila se k Zemské armádě. Na konci druhé světové války začala skupina pokládat odboj proti prohrávajícímu Německu za zbytečný (byla i proti Varšavskému povstání) a soustředila se na odboj proti Sovětům.
Skupina během zimy 1944 a jara 1945 provedla evakuaci z Polska, do kterého postupovala Rudá armáda, a přes tehdejší Protektorát Čechy a Morava prošla až na Šumavu. Odbojáři se snažili dostat k západním vojskům, které vnímali jako své spojence v odboji proti Sovětskému svazu. Jejich přesun k Američanům dokonce probíhal s vědomím a za souhlasu Wehrmachtu, čímž si po válce vysloužili pověst kolaborantů a označení prokletí vojáci.
Na území Protektorátu Čechy a Morava se dostali v únoru 1945, při přesunu se setkali s kolonou polských válečných zajatců, z níž uprchlo do řad brigády asi 120 lidí. Po jejich příchodu byl zorganizován čtvrtý pluk, celá brigáda měla tehdy kolem 1250 lidí. Pochodovali na jihovýchod a do Blanska se dostali v polovině března. Tam dostali od Němců rozkaz jít do opuštěné vesnice Rozstání, která se nacházela na území vojenského cvičiště Wehrmachtu. Zde zůstali až do poloviny dubna 1945, pak pokračovali ve směru na Plzeň a zde obsadili silnici v úseku Holýšov – Staňkov. Podíleli se na osvobození koncentračního tábora v Holýšově, ktery byl pobočkou koncentračního tábora Flossenbürg. Velitel brigády se 7. května 1945 setkal s velitelem americké 2. pěší divize ve Staňkově. Američané je s přihlédnutím k poskytnutým informacím uznali jako spojeneckou jednotku a tuto pozici si i přes četné sovětské tlaky trvale udržovali. Brigáda byla podřízena 2. pěší divizi a nějakou dobu působila jako její jednotka.
V českém poválečném tisku byli označováni jako polští vojenští desperáti a tlupy fašistických vojáků. Soužití odbojářů s obyvateli západočeských obcí, kde přebývali, nebylo dle pramenů kvůli rozdílné historické zkušenosti se Sověty (pro Čechy hrdinové, pro Poláky nepřátelé) vůbec jednoduché. Odbojáři navíc toužili po další válce (se Sovětským svazem), zatímco Češi toužili po míru.
Američané nakonec Svatokřižskou brigádu v srpnu 1945 odzbrojili a přesunuli do Bavorska, kde se přeměnila na strážní oddíly. Následně byli muži brigády nasazeni při formování 25 polských strážních rot v americké okupované zóně Německa. Americký CIC během této doby udržoval dohled nad vedením brigády, protože americká armáda nechtěla žádné incidenty se sovětskými silami. Brigáda byla demobilizována 17. června 1946 a pod tlakem komunistické diplomacie byla většina polských strážních oddílů rozpuštěna v roce 1947. Někteří z vyšších důstojníků brigády přesídlili do Spojených států.